# Santa María del Páramo
Santa María del Páramo település Spanyolországban, León tartományban. Lakosainak száma 2999 fő (2024).

## Földrajza
Santa María del Páramo San Pedro Bercianos, Bercianos del Páramo, Laguna Dalga, Valdefuentes del Páramo és Urdiales del Páramo községekkel határos.

## Népesség
A település lakosságának változását az alábbi diagram mutatja:
| Lakosok száma | 3167 | 3147 | 3132 | 3179 | 3183 | 3157 | 3104 | 3089 | 3065 | 2999 |
|               | 2001 | 2004 | 2007 | 2009 | 2012 | 2014 | 2017 | 2019 | 2022 | 2024 |